# Walter Bälz
Walter Bälz (* 12. Oktober 1881 in Stuttgart; † 4. August 1957 in Recklinghausen) war ein deutscher Ingenieur und Unternehmer. Er war einer der Spitzenrepräsentanten des deutschen Steinkohlebergbaus in der jungen Bundesrepublik Deutschland.

## Leben
Nach der Schulausbildung in Stuttgart und dem Studium in Lausanne, an der Technischen Hochschule in Stuttgart (Maschinenbau) und der Bergakademie Berlin trat Walter Bälz in den Staatsdienst ein. Seine Ernennung zum Bergrat erfolgte kurz danach als Mitglied des preußischen Handelsministeriums. 1924 wurde er als Bergwerksdirektor in die Hauptverwaltung der Bergwerksgesellschaft Hibernia & Shamrock in Herne berufen. Zusätzlich war er seit 1927 in die Bergwerks-AG Recklinghausen zu Recklinghausen berufen.
Als Nachfolger Otto von Velsens wurde er am 13. August 1945 leitender Direktor der Hibernia und blieb bis 1952 deren Vorstandsvorsitzender. Aufgrund der Durchführungsverordnung Nr. 25 zum Gesetz Nr. 27 der Alliierten Hohen Kommission wurde die Bergwerksgesellschaft Hibernia AG am 6. Oktober 1954 unter Einbringung der alten Bergwerksgesellschaft Hibernia und der am 5. Oktober 1954 umgebildeten Emscher-Lippe Bergbau-AG neu gegründet. Das gesamte Grundkapital ging in den Besitz der Vereinigte Elektrizitäts- und Bergwerks-AG (VEBA) über. Bis dahin blieb er Mitglied des Aufsichtsrates der Gesellschaft.
Vom 20. Juni 1945 bis zum 11. Dezember 1945 war er ernanntes Mitglied des Stadtausschusses der Stadt Herne.

## Ehrungen
- Am 20. Januar 1955 widmete ihm die Stadt Herne die Walter-Bälz-Straße in Herne-Mitte.
- 1956 wurde ihm für seine Verdienste das Große Verdienstkreuz der Bundesrepublik Deutschland verliehen.[1]

## Nachlass
- Bergbauarchiv Bochum: „ungeordnete, aber in sich geschlossene Aktenbestände des Oberbergrates a. D. Walter Bälz“.[2]